# Screaming Headless Torsos
Screaming Headless Torsos är ett amerikanskt fusionband skapat av gitarristen David Fiuczynski.

## Medlemmar
Nuvarande medlemmar
- David Fiuczynski – gitarr (1989– )
- Daniel Sadownick – slagverk (1989– )
- Gene Lake – trummor (2001– )
- Freedom Bremner – sång (2004– )
- David Ginyard – basgitarr (2008– )
- Skoota Warner – trummor

Tidigare medlemmar
- Dean Bowman – sång (1989–2004)
- Fima Ephron – basgitarr (1989–2004)
- Jojo Mayer – trummor (1989–2001)
- Steve Jenkins – basgitarr (2004–2008)

Turnerande medlemmar
- John Medeski – keyboard, piano
- Sofia Ramos – sång
- Ahmed Best – rap
- Reggie Washington – basgitarr

## Diskografi
Studioalbum
- 1995 – Screaming Headless Torsos
- 2002 – 1995 (återutgåva av albumet Screaming Headless Torsos från 1995)
- 2005 – 2005
- 2006 – Choice Cuts
- 2014 – Code Red

Livealbum
- 2000 – Live in NYC
- 2001 – Live!!

Singlar
- 1995 – "Vinnie" / "Kermes Macabre"

Video
- 2005 – Live!! In New York And Paris